# یوته استنسگارد
یوته استنسگارد (دانمارکی: Yutte Stensgaard؛ زادهٔ ۱۴ مهٔ ۱۹۴۶) بازیگر اهل دانمارک است.
از فیلم‌ها یا مجموعه‌های تلویزیونی که وی در آن‌ها نقش داشته است، می‌توان به دکتربعدازاین اشاره نمود.